# 少花紫珠
少花紫珠（学名：Callicarpa pauciflora）为马鞭草科紫珠属的植物，为中国的特有植物。分布在中国大陆的广东等地，生长于海拔1,000米的地区，多生在溪旁，目前尚未由人工引种栽培。

## 异名
- Callicarpa nudiflora Hook. et Arn. var. pauciflora Chun & Chang